# Władysław Oleszczyński
Władysław Oleszczyński (Końskowola, 17 dicembre 1807 – Roma, 11 aprile 1866) è stato uno scultore polacco che creò un monumento di Adam Mickiewicz a Poznań e la lapide di Juliusz Słowacki al cimitero di Montmartre a Parigi.